# Адам Белціковський
Адам Белціко́вський (24 грудня 1839, Краків — 13 січня 1909, Краків) — польський історик літератури, драматург і поет.

## Біографія
Закінчив філософський факультет Ягеллонського університету. Докторський ступінь здобув у 1865 році, а габілітацію — у 1870 році. Працював доцентом кафедри історії польської літератури у Варшавській головній школі (1866—1867), а також у Ягеллонському університеті та Ягеллонській бібліотеці. У Кракові він також викладав історію літератури на курсах Бранецького та читав лекції в Музеї техніки та промисловості. Був членом Академії мистецтв (з 1872 року), секретарем Бібліографічної комісії (1873—1877) та Мовної комісії (1873—1877).
Дебютував у 1860 році у краківському тижневику «Niewiasta». У наступні роки він публікувався, серед іншого, у львівському «Dzienniku Literackim». У 1875 році він отримав приз на Краківському драматичному конкурсі за п'єсу «Король Мечислав II», а в 1891 році — за драму «У колисці народу» на конкурсі Крайового відділу у Львові. Його цінували як автора історичних драм та трактатів. Похований на Раковицькому цвинтарі в Кракові.

## Твори
- З досліджень польської літератури (1886)[4]
- Драми та комедії (5 томів, Краків, 1898)[5][6][7][8][9]